# Direção Geral de Jornalismo da TV Globo
A Direção Geral de Jornalismo da TV Globo é o centro de jornalismo da TV Globo, fundado por Armando Nogueira e Alice-Maria. O setor já foi responsável pela área de esportes da emissora, na extinta Direção Geral de Jornalismo e Esportes (DGJE).
Em janeiro de 2024, Ricardo Villela assumiu a direção, ocupada desde 2012 por Ali Kamel.
A sua geração divide-se entre a sede da emissora na cidade do Rio de Janeiro e São Paulo, e as filiais em Minas Gerais, Distrito Federal e Pernambuco, que são sedes regionais da emissora, além das afiliadas. Essas cidades também são responsáveis pela coprodução dos telejornais e esportivos de rede nacional transmitidos para todo o país e também para o exterior, como o Hora Um da Notícia, o Bom Dia Brasil, o Jornal Hoje, o Jornal Nacional, o Jornal da Globo e o Bom Dia Sábado.
A central também é responsável pela geração da GloboNews, do portal G1, além de jornais, revistas e da rádio CBN.

## Diretores-gerais

### Central Globo de Jornalismo
- Armando Nogueira (1966-1990)
- Alberico de Souza Cruz (1990-1995)
- Evandro Carlos de Andrade (1995-2001)
- Carlos Henrique Schroder (2001-2009)
- Ali Kamel (2009-2012) [6]

### Direção Geral de Jornalismo e Esporte (DGJE)
- Carlos Henrique Schroeder (2009-2012)
- Ali Kamel (2012-2013)

### Jornalismo Globo
- Ali Kamel (2013-2023)
- Ricardo Villela (2024-presente)

### Esporte Globo

Logotipo da Esporte Globo

- Ali Kamel (2013-2016)
- Renato Ribeiro (2016-presente) [7]